# Abbots Langley
Abbots Langley är en ort och civil parish i Storbritannien.   Den ligger i grevskapet Hertfordshire och riksdelen England, i den södra delen av landet, 30 km nordväst om huvudstaden London. Abbots Langley ligger 128 meter över havet och antalet invånare är 10 472.
Terrängen runt Abbots Langley är platt. Runt Abbots Langley är det mycket tätbefolkat, med 1 135 invånare per kvadratkilometer. Närmaste större samhälle är Hemel Hempstead, 5,8 km norr om Abbots Langley. Runt Abbots Langley är det i huvudsak tätbebyggt.